# Tractor de artillería

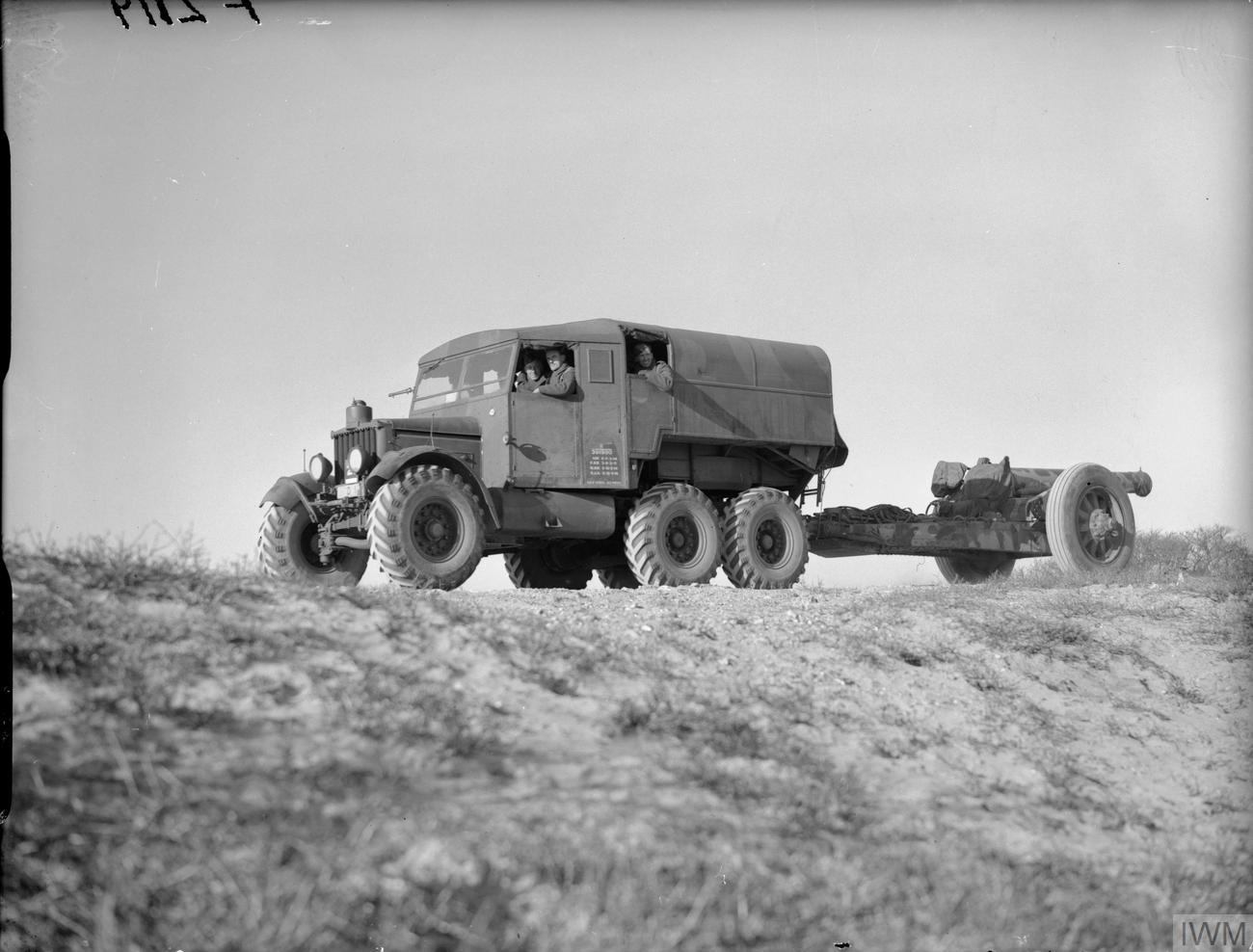
Un Scammell Pioneer británico de la Segunda Guerra Mundial, remolcando un obús de 8 pulgadas.

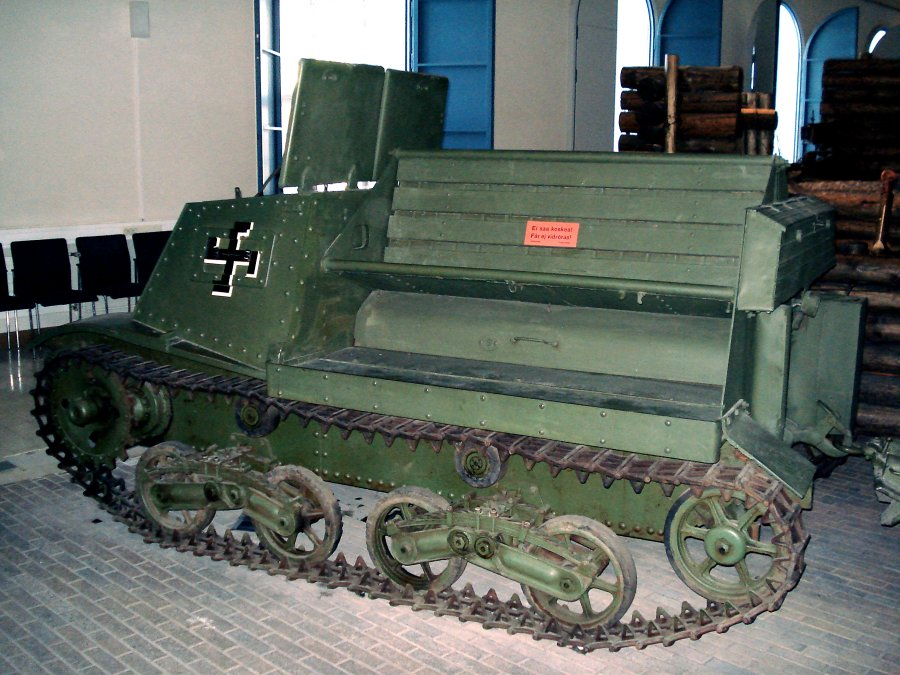
Un T-20 Komsomolets capturado por los finlandeses.

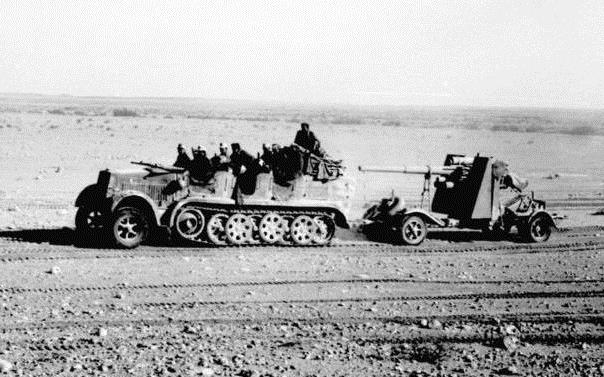
Semioruga alemán Sd.Kfz. 7 remolcando un Flak 88 mm.

Un tractor de artillería o tractor de cañón es una versión de trabajo pesado especializada del tractocamión empleada para remolcar piezas de artillería de diversos pesos y calibres. Puede ir sobre ruedas, orugas o ser semioruga.  

## Tren de rodaje
Existen dos principales tipos de tractores de artillería, según su tipo de tren de rodaje: sobre ruedas y sobre orugas.
- Los tractores sobre ruedas son generalmente variantes de camiones adaptados para servicio militar.
- Los tractores sobre orugas se desplazan gracias a sus orugas; en algunos casos son construidos a partir de un chasis de tanque modificado, con la torreta y su superestructura reemplazadas por un compartimiento para los sirvientes del cañón o su munición.

Además, los tractores de artillería semioruga fueron empleados en el período de entreguerras y en la Segunda Guerra Mundial, especialmente por las Wehrmacht. La producción de este tipo de tractor fue mayormente descontinuada en la posguerra.

## Historia

### Primera Guerra Mundial
Los primeros tractores de artillería fueron diseñados antes del inicio de la Primera Guerra Mundial, con frecuencia basados en maquinarias agrícolas como el tractor Holt. Tales vehículos permitían el empleo táctico de cañones más pesados como complemento a los ligeros cañones de campaña remolcados por caballos. El tractor "Horseless artillery" británico disponible antes de la Primera Guerra Mundial pesaba 8 toneladas, tenía una potencia de 70 hp y alcanzaba una velocidad de 12,8 km/h. Este vehículo le permitía al Ejército británico emplear con flexibilidad los cañones pesados de la Royal Garrison Artillery en el campo de batalla.  

### Segunda Guerra Mundial

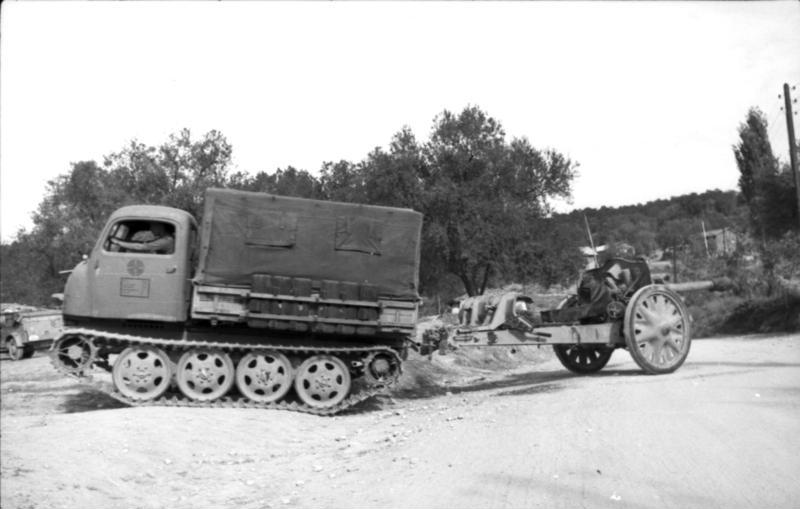
Un RSO alemán, remolcando un obús 10,5 cm leFH 18M de 105 mm, Albania, 1943.

En la Segunda Guerra Mundial, el caballo de tiro todavía era fuente más común de potencia móvil en muchos ejércitos. La mayoría de países eran económica e industrialmente incapaces de motorizar completamente sus Fuerzas Armadas. Un compromiso fue el producir vehículos de propósito general que podían ser empleados en los papeles de transporte de soldados, logística y tractocamión, dejando a los tractores de artillería pesada el movimiento de las piezas más pesadas.
El Ejército británico se había mecanizado completamente en el período de entreguerras. La Royal Artillery persistió en el uso de tractores de artillería especializados - conocidos como Field Artillery Tractors (FAT) - tales como el Morris "Quad", el Canadian Military Pattern (CMP) "Quad" y el AEC Matador durante la Segunda Guerra Mundial, en lugar de adoptar un vehículo de propósito general. Los tractores de artillería se distinguían de los vehículos General Service (GS) al tener un compartimiento para los sirvientes del cañón detrás de la cabina y separado del espacio para carga donde iban las municiones y accesorios del cañón.
Las fuerzas alemanas emplearon semiorugas como tractores de artillería, tales como el Sd.Kfz. 7. Los semiorugas no eran generalmente empleados en el papel de tractores de artillería por otros países. En comparación a los vehículos sobre ruedas, tenían mejores capacidades a campo través, pero eran más lentos sobre caminos pavimentados y más proclives a tener desperfectos mecánicos. Sin embargo, para el Ejército alemán los caballos continuaron siendo el método más habitual de remolcar cañones durante la guerra.[cita requerida]

### Guerras modernas
En la guerra moderna, la artillería remolcada ha cedido el paso parcialmente a la artillería autopropulsada, además de encontrar usualmente unidades de energía auxiliar montadas en el afuste del cañón que le ofrecen una movilidad limitada en el campo de batalla.
La artillería remolcada tradicional todavía puede encontrarse en unidades donde la complejidad y el peso son desventajas, como las aerotransportadas, anfibias y otras unidades ligeras. En tales unidades, donde el transporte es generalmente limitado, cualquier medio de transporte disponible puede servir como tractor de artillería para reposicionar cañones cuando sea necesario. Por ejemplo, los vehículos de ingenieros con un propósito principal distinto, como el Light Capacity Rough Terrain Forklift (LCRTF) de los Marines, un versátil montacargas manipulador telescópico capaz de remolcar equipos desde ambos extremos.

## Lista de tractores de artillería
La siguiente es una lista no comprensiva de tractores de artillería, clasificados según su tren de rodaje y época.

### Sobre ruedas

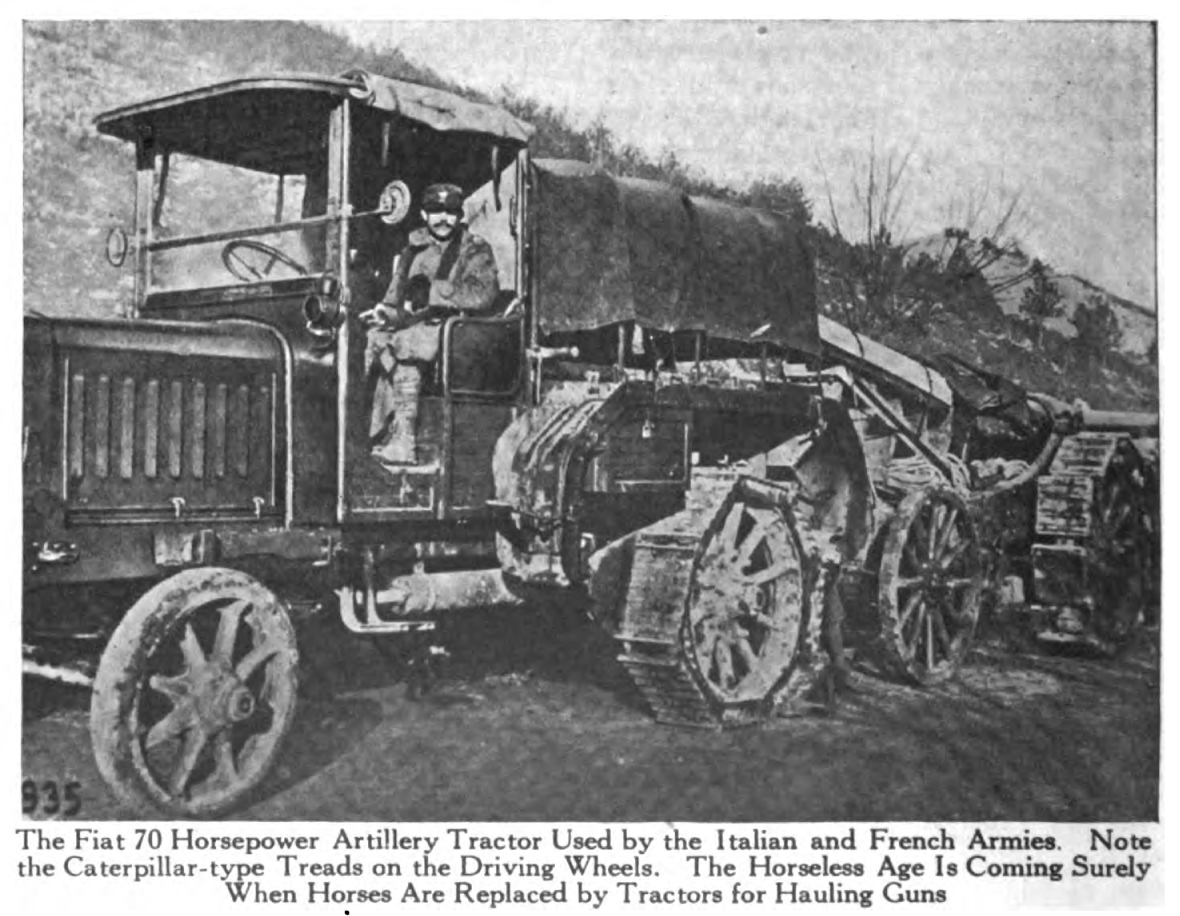
Tractores de artillería Fiat en la revista Horseless Age, 1918.

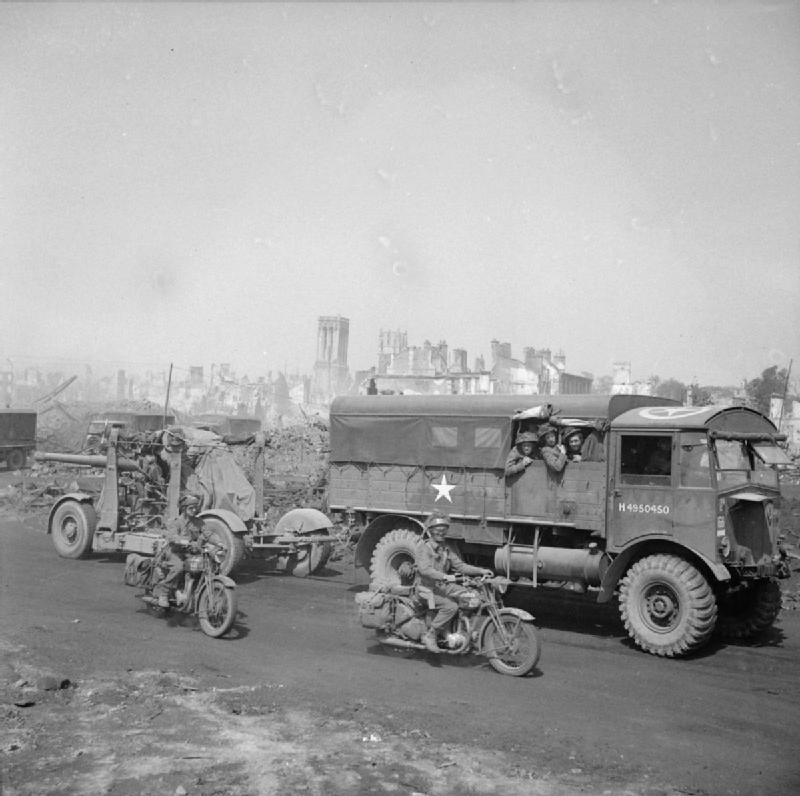
Un AEC Matador remolcando un cañón de 3,7 pulgadas, Caen, 1944.

Primera Guerra Mundial y anteriores
- Thornycroft "steamer" - Reino Unido, segunda guerra bóer
- Tractor de cañón Thornycroft - Reino Unido, Primera Guerra Mundial
- Latil - Francia, Primera Guerra Mundial

Período de entreguerras y Segunda Guerra Mundial
- Thornycroft Hathi - Reino Unido, 1924; un primigenio camión 4x4[2]
- Krupp Protze – Alemania nazi, 1933; remolcaba al PaK 36[3]
- Scammell Pioneer – Reino Unido, 1937; camión empleado para remolcar artillería pesada[4]
- Morris C8 – Reino Unido, 1938; el tractor británico "Quad"; remolcaba el QF de 25 libras, el QF de 6 libras y el cañón automático Bofors 40 mm[5]
- Karrier KT4 – Reino Unido; para el Ejército Indio Británico
- AEC Matador– Reino unido, Segunda Guerra Mundial; camión empleado para remolcar artillería media, como los cañones BL de 5,5 pulgadas y antiaéreo QF de 3,7 pulgadas[6]
- Laffly V15T – Francia, Segunda Guerra Mundial; remolcaba los cañones antitanque Hotchkiss 25 mm[7]
- Laffly S15T – Francia, Segunda Guerra Mundial; remolcaba los cañones de campaña franceses de 75 mm y los de 105 mm con caña corta[8]
- Mack NO -  Estados Unidos, Segunda Guerra Mundial; camión 6x6 empleado para remolcar el cañón de campaña Long Tom 155 mm y piezas de artillería media similares[9]
- Dodge WC4 y WC22 - Estados Unidos, Segunda Guerra Mundial; camión 4x4 diseñado para remolcar el cañón antitanque M3 37 mm, transportar a sus sirvientes y munición
- White Scout Car – Estados Unidos, 1941; Automóvil blindado 4x4 utilitario[10]
- CMP FAT – Canadá, Segunda Guerra Mundial[11]
- Radschlepper Ost – Alemania nazi, 1942[12]

Posguerra
- Tractor de Cañón Bedford 4x4 - Reino Unido, introducido a fines de la década de 1950 para remolcar el QF de 25 libras
- Leyland Martian (FV1103) - Reino Unido, Tractor de Artillería Media, 10-ton, 6x6; reemplazó al Matador a fines de la década de 1950
- Pinzgauer High Mobility All-Terrain Vehicle – Reino Unido, 1971
- Land Rover 101 Forward Control – Reino Unido, 1972
- Coyote 6x6 TSV – Reino Unido, 2009[cita requerida][13][14]

### Semioruga

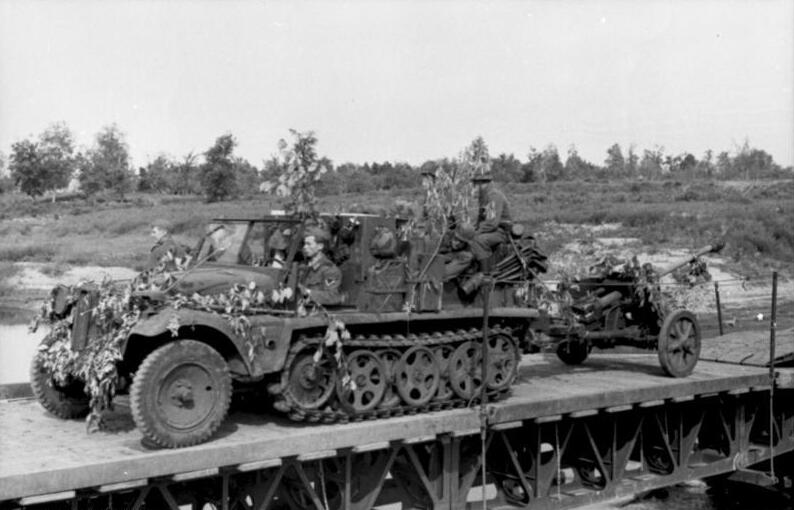
Un Sd.Kfz. 10 remolcando un PaK 38, Rusia, 1942.

- Unic P107 – Francia, 1934; remolcaba los cañones de campaña franceses de 75 mm y los de 105 mm con caña corta
- Somua MCG – Francia; remolcaba los cañones de campaña franceses de 105 mm con caña larga y de 155 mm con caña corta
- Sd.Kfz. 7 – Alemania nazi, 1938; semioruga de 8 toneladas que frecuentemente remolcaba el cañón antiaéreo Flak 36 88 mm
- SdKfz 9 - Alemania nazi, 1938; empleado para remolcar cañones pesados, como el 24 cm Kanone 3
- Sd.Kfz. 10 - Alemania nazi, 1938; también fue la base para el semioruga ligero blindado SdKfz 250
- SdKfz 11 - Alemana nazi, 1938; tractor de 3 toneladas para remolcar cañones medios, incluyendo al cañón antiaéreo 3,7 cm FlaK 43 y el obús de campaña 10,5 cm leFH 18
- Semioruga M2 – Estados Unidos, 1940
- Semioruga M3 – Estados Unidos, 1940

### Sobre orugas (chasis de tanque)

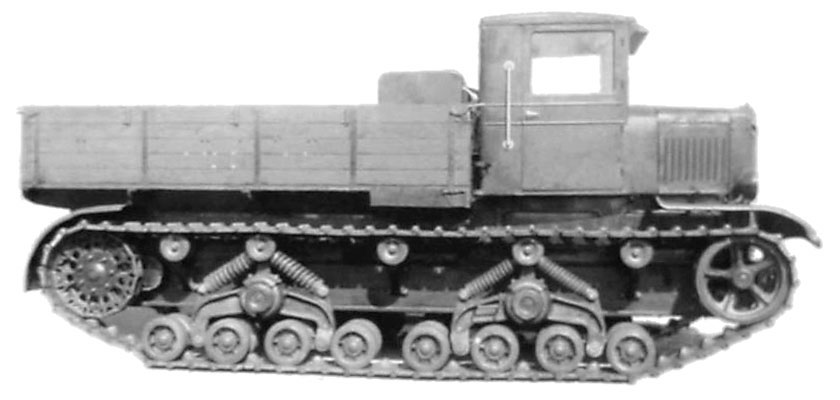
Tractor de artillería soviético Voroshilovets.

- Dragon, Medium Mark IV – Ejército británico, 1928; desarrollado a partir del Vickers 6-Ton mark E.
- Chasis de T-24
  - Komintern
  - Voroshilovets
- Chasis de Tanque ligero M2
  - Tractor de Alta Velocidad M4 – Estados Unidos, 1943
- Chasis de M3 Stuart
  - Tractor de Alta Velocidad M5 – Estados Unidos, 1942
- Chasis de M3 Lee
  - M33 Prime Mover - obtenido al retirar la torreta y el equipo de recuperación del M31 TRV. En 1943-1944 se modificaron 109.
- Chasis de M4 Sherman
  - M34 Prime Mover - obtenido al retirar el equipo de recuperación del M32B1 TRV (chasis de tanque M4A1 Sherman construido como un vehículo de ingenieros) y agregarle frenos de aire para remolcar artillería pesada. En 1944, el Depósito de Tanques de Chester modificó 24.
  - M35 Prime Mover - obtenido al retirar la torreta del cazatanques M10A1 (chasis de tanque M4A3 Sherman) y agregarle frenos de aire para remolcar cañones de 155 mm y 240 mm.
  - Sherman Gun Tower - Conversión de campo británica hecha en Italia, al retirarle las torretas a viejos tanques M4A2 Sherman para remolcar cañones antitanque QF de 17 libras y transportar a sus sirvientes y municiones
  - Wolverine Gun Tower - Un M10 británico (chasis de M4A2 Sherman) o M10A1 (chasis de M4A3 Sherman) modificado al retirarle la torreta, 1944–1945
- Crusader II, Gun Tractor Mk I – Ejército británico, variante del tanque Crusader
- Chasis de M41 Walker Bulldog
  - Tractor de Alta Velocidad M8 – Estados Unidos, 1950

### Sobre orugas (otros chasis)

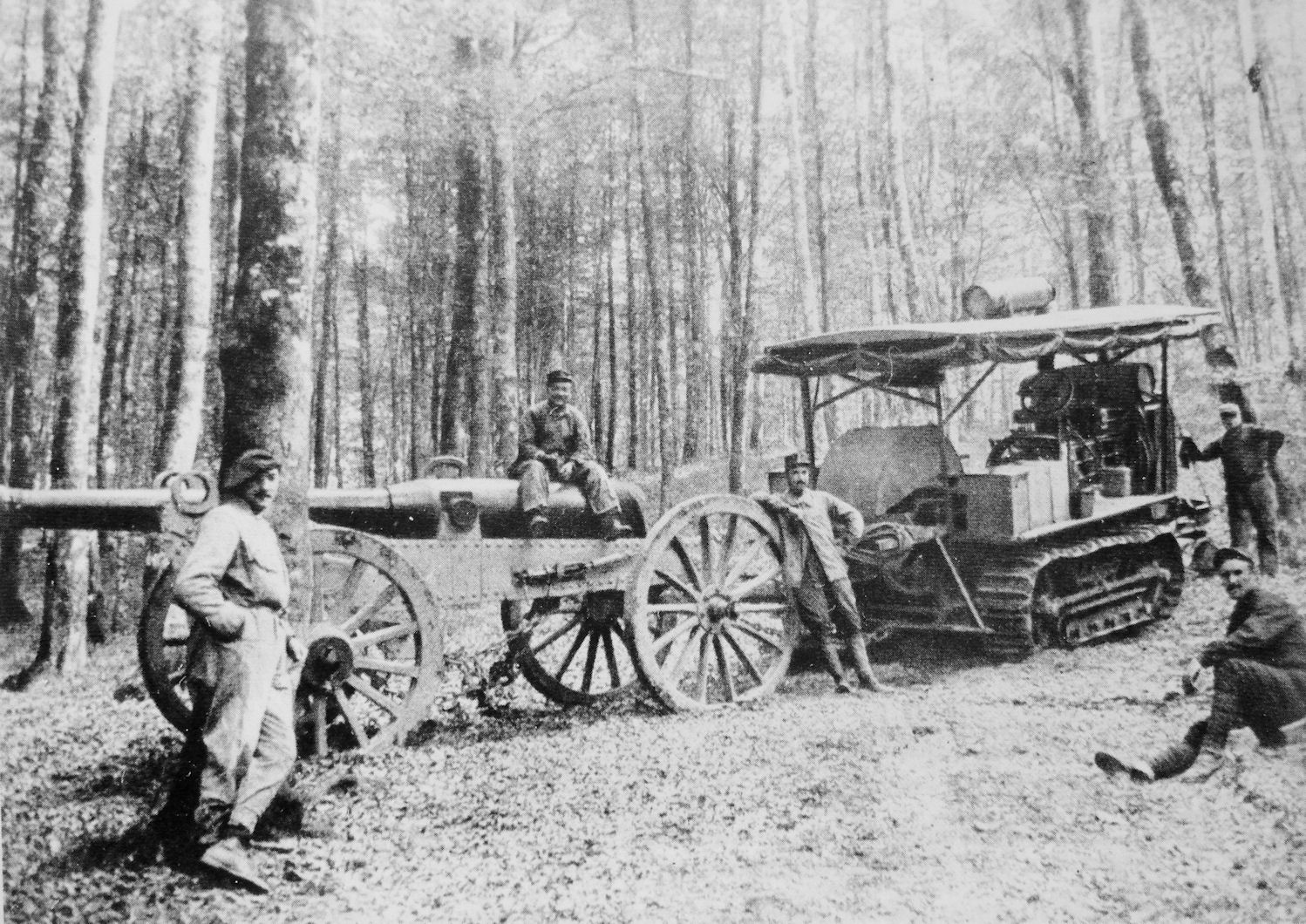
El Ejército francés empleó tractores de artillería en la Primera Guerra Mundial. En la imagen, un tractor Holt en los Vosgos, primavera de 1915.

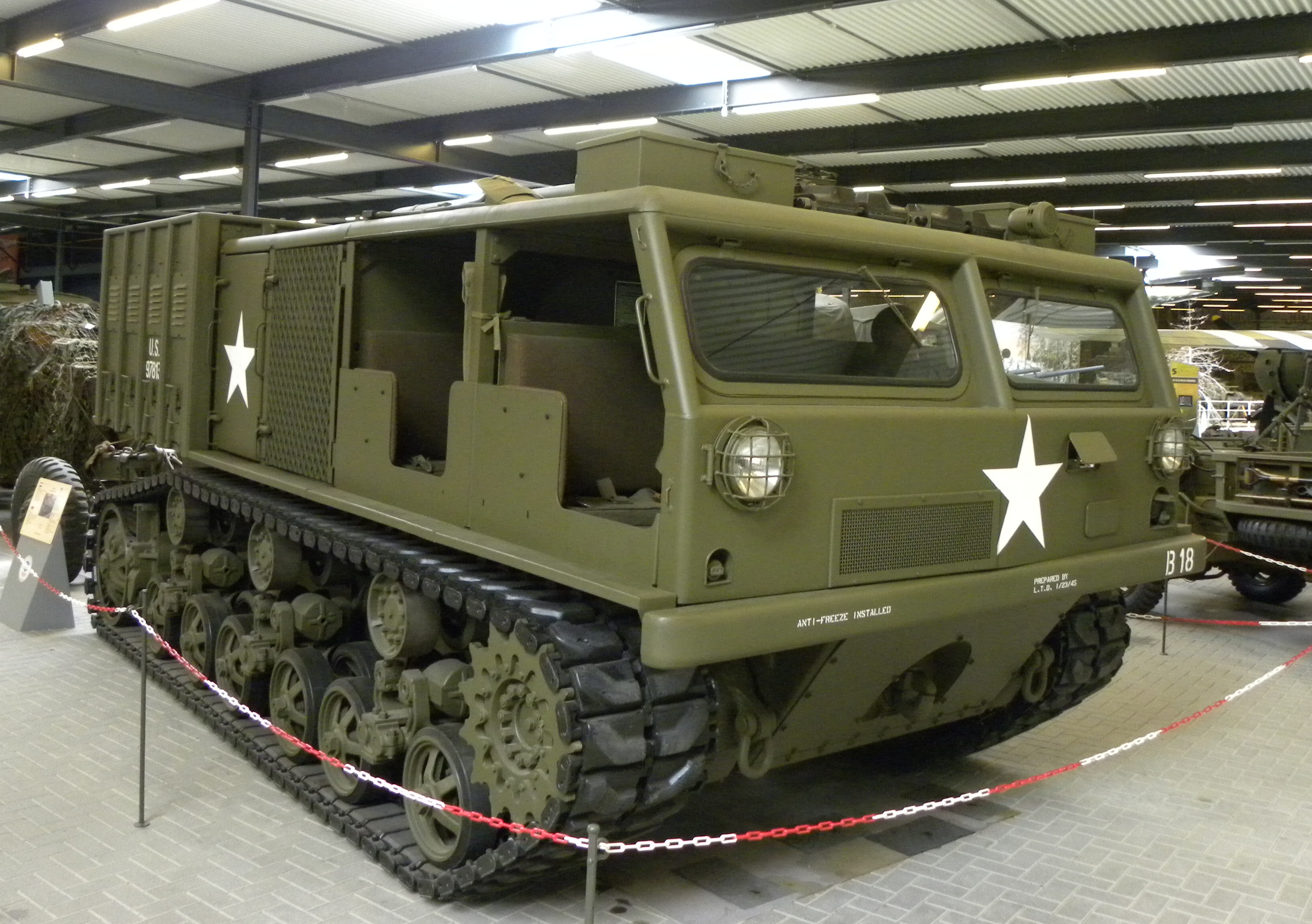
Un Tractor M6 estadounidense, en exhibición.

Primera Guerra Mundial y anteriores
- Tractor Hornsby – Ejército británico, 1910
- Tractor Holt
- Best

Período de entreguerras y Segunda Guerra Mundial
- Renault UE Chenillette – Francia, 1932
- C7P – Polonia, 1934
- STZ-5 - Unión Soviética
- Universal Carrier – Reino Unido, 1936; "Bren Gun Carrier", tractor utilitario blindado
- Loyd Carrier - Reino Unido, 1940
- Tractor de Alta Velocidad M6 – Estados Unidos, 1944
- Raupenschlepper Ost (RSO) - Alemania nazi, 1942

Posguerra
- Snow Trac – Reino Unido, 1957; "Light WOMBAT Gun Carrier" de los Royal Marines
- AT-L - Unión Soviética
- ATS-59 - Unión Soviética
- AT-S - Unión Soviética
- AT-T - Unión Soviética
- MT-LBT - Unión Soviética, mediados de la década de 1970; variante del transporte blindado de personal MT-LB.
- Hitachi Tipo 73 – Japón, 1974